# Monetáris Tanács

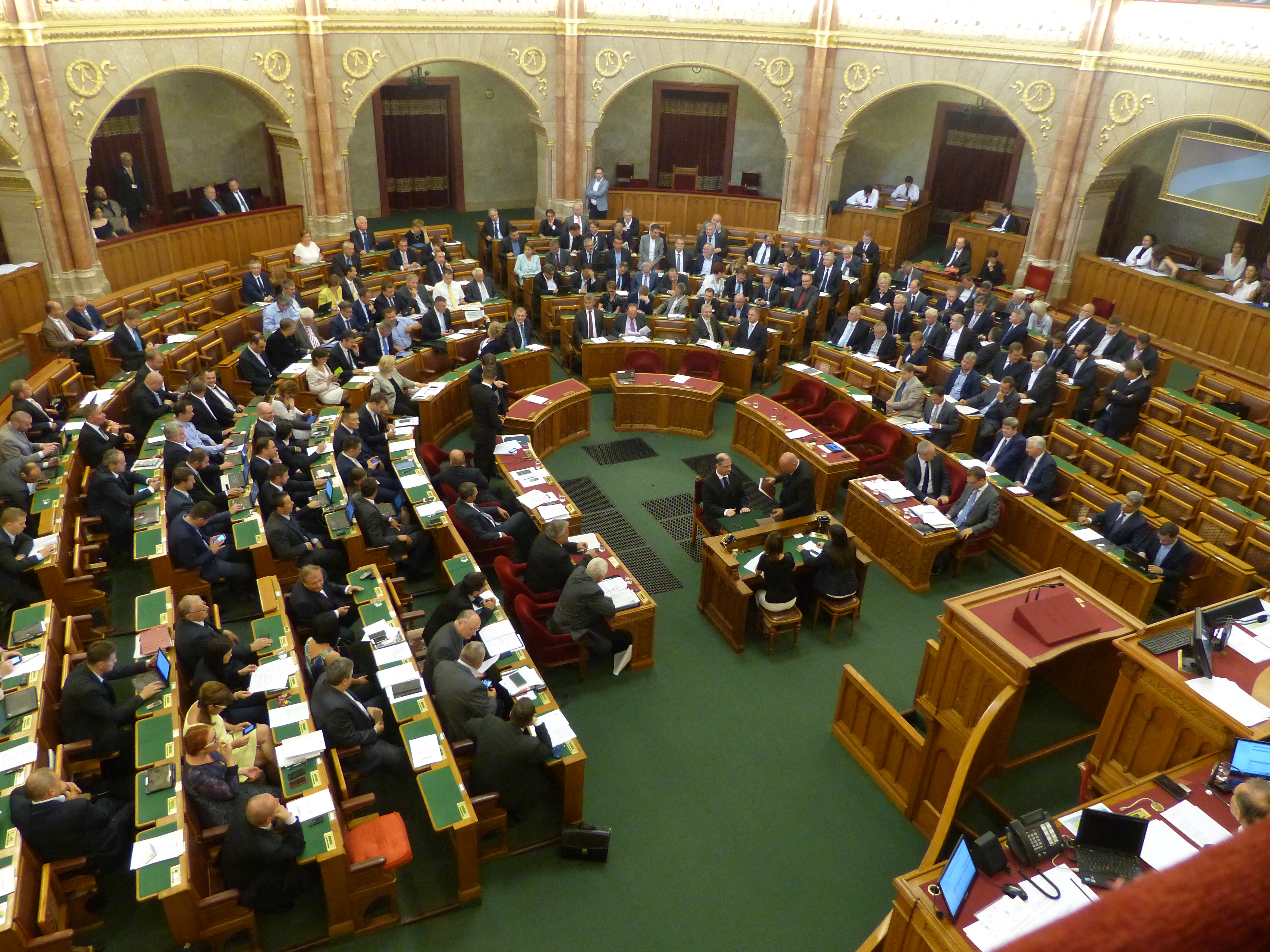
A Monetáris Tanács tagjának eskütétele az Országházban

A Monetáris Tanács a Magyar Nemzeti Bank (MNB) legfőbb döntéshozó szerve bizonyos törvényben meghatározott feladatok tekintetében, amelyek közül a legfontosabb a független jegybank kamatainak meghatározása az árstabilitás mint fő cél védelme érdekében.
Nevének rövidítése néha MPC, ami onnan ered, hogy az azonos feladatú testületek angol nyelvű megnevezése a világban sok helyen Monetary Policy Council, azaz "Monetáris Politikai Tanács".
Az MNB-kamatok meghatározásán keresztül a Tanácsnak jelentős szerepe van a gazdaságban, hiszen a jegybanki kamatok befolyásolják a forint árfolyamát és kevésbé közvetlen módon a kereskedelmi bankok hitel- és betéti kamatait. A Monetáris Tanács határozza meg az inflációs célokat, illetve a forint árfolyamrendszerét is, mindkettőt a kormánnyal közösen.
Jelenleg (2019 július) 9 tagú.

## Működési rendje
A Tanács a törvény szerint havonta legalább kétszer ülésezik. Az elmúlt években ezt többnyire előre bejelentett rendben tették és a kamatokról csak a havi második ülés döntött. Rendkívüli ülést az MNB alapszabálya szerint bármikor tarthat a testület: ezt az elnök hívja össze és vezeti le, de bármely tag kezdeményezheti. Rendkívüli ülésekre legutóbb a globális és hazai válság okozta piaci turbulenciák közepette, 2008 utolsó negyedévében, illetve 2009 februárjában került sor, ezeken kamatdöntések is születtek. (Októberben a Tanács 3 százalékponttal emelte kamatait.)
A tagok megbízatása hat évre szól. Ugyanilyen hosszú időszakra nevezik ki az MNB elnökét és alelnökeit is.
A testület akkor határozatképes, ha az ülésen tagjainak többsége jelen van. A 2004-ben elfogadott törvénymódosítás alapján 9-11 tagú (bár átmenetileg évekig 13 tagú volt).
A Monetáris Tanács álláspontját az elnök, vagy távollétében a Tanács elnökhelyettese kommunikálja nyilvánosan. Ugyanakkor semmi nem tiltja, hogy a tagok saját véleményüket nyilvánosan elmondják és ezt gyakran meg is teszik.
Az MNB kommunikációjának egyre nyíltabbá válásával 2005-től a Tanács havonta publikálja kamatdöntő üléseinek rövidített jegyzőkönyvét és azt is, melyik tag hogyan szavazott az ülésen.
A testület elnökhelyettesét évente, az év első ülésén a tagok választják. Az eddigiekben az elnökhelyettes mindig az MNB alelnöke volt.

## Története
A Monetáris Tanácsot a 2001. június 19-én elfogadott új jegybanktörvény hozta létre, amely növelte a jegybank függetlenségét és módosította döntéshozatali mechanizmusát. Elődje, a jegybanktanács nem volt valódi döntéshozó szerv. A Monetáris Tanács szótöbbséggel hozza meg határozatait, szavazategyenlőség esetén az elnök (ha ő akadályoztatva van, akkor az elnökhelyettes) szava dönt.
A jegybanktörvény egyben az árstabilitás védelmét jelöli meg a jegybank fő céljaként - ezzel kötelezettségeket róva a Monetáris Tanácsra is. A törvény előírja a jegybank számára a kormány gazdaságpolitikájának támogatását, ha azzal nem veszélyezteti az MNB elsődleges célját.

### A törvénymódosítás
A Tanács kezdetben a törvény szerint hét-kilenc tagú volt. A kilenc tagból öt volt MNB-alkalmazott (az elnök és négy alelnök) és négy "külső" tag.
2004 végén a frissen miniszterelnökké választott Gyurcsány Ferenc szocialista-szabaddemokrata kormánya (miután a koalíció évek óta rossz viszonyban állt Járai Zsigmond MNB-elnökkel) módosította a jegybanktörvényt, és arra hivatkozva, hogy a Monetáris Tanácsban szélesebb merítésű nézeteknek kellene képviseletet kapnia, négy külső taggal bővítette ki a Tanácsot és módosította tagjai kinevezésének szabályait.
A módosításokat a jegybanki függetlenségbe való beavatkozásként bírálták magyar és külföldi jegybanki vezetők, az Európai Központi Bank és az Európai Bizottság. A kritikák nyomán az egyéni képviselők benyújtotta törvényjavaslatot több ponton módosították, de a Tanács kibővítése és a kinevezési szabályok módosítása változatlanul benne maradt a törvényben. A módosítás vezette be azt a szabályt is, amely szerint a Tanács tagjai, beleértve elnökét, és az MNB alelnökei megbízatásuk megszűnését követően három évig nem jelölhetők újra. Ez a szabály megakadályozta, hogy Járai és alelnökei terminusuk 2007-es lejárta után újrajelölhetőek legyenek (de azt is megakadályozta egyúttal, hogy Járai utódját a Tanács tagjai közül válasszák ki).

#### Kamatpolitika a bővítés után
A miniszterelnök által kinevezett négy új tag érkezésétől sokan azt várták, hogy felgyorsítja a kormány által kívánatosnak tartott jegybanki kamatcsökkentéseket. 2005 márciusa és szeptembere közt a kamat kis lépésekben valóban mindössze 2,25 százalékponttal 6,0%-os mélypontra süllyedt, de különösebb viták nélkül, miközben a Tanács kommunikációja továbbra is az inflációs célok védelmére, mint sarokpontra épült. Ezután hosszú szünet következett, 2006 júniusáig, amikor a bank a kormány inflációgerjesztő költségvetési kiigazítási lépéseinek bejelentését követően emelni kezdte kamatait, és októberre 8,0%-ig jutott. Ezt a folyamatot és az azután eltelt időszakot 2007 márciusáig (az új jegybankelnök hivatalba lépéséig) már az erősödő viták kísérték, egyrészről a bank belső tagjai közt (akik az inflációs veszélyekre figyelmeztetve viszonylag magasabb kamatszint mellett érveltek), másrészről a gazdaság lelassulását kísérő inflációmérséklődést valószínűsítő új és régi belső tagok között.
Simor András és Karvalits Ferenc hivatalba lépésének idejére a pénzügyi piacokon több tényező, elsősorban a forint szárnyalása miatt a kamatcsökkentési várakozások erősödtek fel, a Tanács és a belépő belső tagok azonban új dilemmával néztek szembe. Kiderült, hogy a kormány korábban többször elutasította a Járai vezette MNB javaslatát a forint árfolyamsávjának eltörlésére, a forint erősödése azonban felerősítette a spekulációt, hogy az új elnök idején erre mégis sor kerül. Ez az árfolyamsáv elleni spekulációs támadás, kikényszerített kamatcsökkentések és az inflációcélzó rendszer háttérbe szorulásának veszélyét vetítette előre, bár a kormány és Simor erős jelzéseket tett, hogy az árfolyamsáv fennmarad.

### Változások 2007 óta
A Tanács ideiglenesen lett csak 13 tagú: a módosított törvény a létszámát 9-11 főben jelölte meg, ez a létszám azonban csak Járai és alelnökei megbízatásának lejártával alakul ki. A Tanács létszáma 2007 februárjában Szapáry György alelnök terminusának lejártával 12-re csökkent, márciusban Járait Simor András új jegybankelnök váltotta, áprilisban Szapáry helyére a frissen kinevezett Karvalits Ferenc került. Július elejére lejár Adamecz Péter és Auth Henrik alelnökök megbízatása is, így a Tanács létszáma 11-re csökken. (Helyettük végül csak egy új alelnököt neveztek ki a módosított törvény alapján, Király Júliát.)
E folyamat végére a külső és belső tagok aránya az előbbiek javára 9:2 lesz a döntéshozó testületben, ami a távozó Járai Zsigmond és az új elnök Simor András nyilatkozatai szerint szokatlan az európai gyakorlatban és nem optimális.
Simor április 19-én egy konferencián bejelentette: az MNB a döntéshozatal szakmaiságának biztosítása érdekében a jegybanktörvény módosítását fogja javasolni a kormánynak, amely egyrészt megengedné egynél több alelnök részvételét a Monetáris Tanácsban, másrészt hosszú távon (ahogy a jelenlegi tagok mandátuma lejár) 5-7 tagúra szűkítené a testületet. Ennek következtében lehetett a Tanács tagja Király Júlia.) A későbbiekben tovább csökkent a Tanács létszáma: Kádár Béla mandátuma lejárt, Kopits György és Oblath Gábor pedig 2009 tavaszán lemondtak, amikor az Országgyűlés az új Költségvetési Tanács tagjaivá választotta őket.
Jelenleg a Monetáris Tanács 9 tagú. Az MNB elnökén és a 3 alelnökén kívül 5 "külsős" taggal, akiknek a mandátuma 6 évre szól. Külső tagok: Gottfried Péter (2020-tól), Kardkovács Kolos (2016-tól), Kocziszky György (2011-től), Parragh Bianka (2017-től), Pleschinger Gyula (2013-tól).

## Kinevezési szabályok
A 2004-es jegybanktörvénymódosítás óta a kinevezési szabályok a következők:
- A Tanács tagjainak száma legalább 5, legfeljebb 11 fő. Az alelnökök száma legalább 2, legfeljebb 4 fő.
- Valamennyi tagot a köztársasági elnök nevezi ki.
- A Tanácsban részt vevő alelnökök személyére az elnök tesz javaslatot és a köztársasági elnök nevezi ki (további szabály ugyanakkor, hogy az MNB alelnökeinek kinevezését a miniszterelnök terjeszti a köztársasági elnök elé – egyetértése esetén.
- A külső tagok közül négy fő kinevezésére az MNB elnöke tesz javaslatot, de a köztársasági elnök elé terjesztéshez itt is szükség van a miniszterelnök egyetértésére.
- A többi tag kinevezésére a miniszterelnök tesz javaslatot a köztársasági elnöknek. Ki kell ugyan kérnie az MNB-elnökének véleményét, de a jegybanki elnöknek nincs vétójoga.
- Ha egy tag megbízatása megszűnik, akkor az őt eredetileg javasló hivatal viselője jogosult az új tag személyére javaslatot tenni.

### Jelenlegi és egykori tagok
A 2001. június 19-én létrehozott Monetáris Tanács tagjai kinevezésük időpontjával és időtartamával (a mandátum 6 évre szól, jegyzetben a kivételek):
| Név              | Mandátum                                    | Pozíció | Jegyzet     |
| ---------------- | ------------------------------------------- | ------- | ----------- |
| Búza Éva         | 2023. április 6. – jelenleg                 |         |             |
| Dancsó József    | 2025. június 23. – jelenleg                 |         |             |
| Gottfried Péter  | 2021. január 1. – jelenleg                  |         |             |
| Kandrács Csaba   | 2013. szeptember 30. – 2015. július 6.      | alelnök | [ 5 ]       |
| Kandrács Csaba   | 2019. október 2. – jelenleg                 | alelnök |             |
| Kardkovács Kolos | 2016. szeptember 13. – 2022. szeptember 12. |         |             |
| Kardkovács Kolos | 2022. szeptember 13. – jelenleg             |         |             |
| Kovács Zoltán    | 2023. március 27. – jelenleg                |         |             |
| Kurali Zoltán    | 2025. április 22. – jelenleg                | alelnök |             |
| Mager Andrea     | 2011. március 21. – 2016. július 6.         |         | [ 6 ] [ 7 ] |
| Mager Andrea     | 2025. március 5 – jelenleg                  |         |             |
| Varga Mihály     | 2025. március 4. – jelenleg                 | elnök   |             |
| Virág Barnabás   | 2020. június 22. – jelenleg                 | alelnök |             |

| Név               | Mandátum                                    | Pozíció | Jegyzet |
| ----------------- | ------------------------------------------- | ------- | ------- |
| Adamecz Péter     | 2001. július 2. – 2007. július 2.           | alelnök |         |
| Auth Henrik       | 2001. július 2. – 2007. július 2.           | alelnök |         |
| Báger Gusztáv     | 2015. július 6. – 2020. december 31.        |         | [ 7 ]   |
| Balog Ádám        | 2013. március 6. – 2015. július 22.         | alelnök | [ 9 ]   |
| Bánfi Tamás       | 2005. március 1. – 2011. március 1.         |         |         |
| Bihari Péter      | 2005. március 1. – 2011. március 1.         |         |         |
| Bihari Vilmos     | 2004. március 1. – 2010. március 1.         |         |         |
| Cinkotai János    | 2011. március 22. – 2017. március 22.       |         |         |
| Csáki Csaba       | 2005. március 1. – 2011. március 1.         |         |         |
| Gerhardt Ferenc   | 2013. április 22. – 2019. április 22.       | alelnök |         |
| Hardy Ilona       | 2004. március 1. – 2010. március 1.         |         |         |
| Járai Zsigmond    | 2001. március 2. – 2007. március 2.         | elnök   | [ 10 ]  |
| Kádár Béla        | 1999. szeptember 1. – 2002. szeptember 1.   |         | [ 11 ]  |
| Kádár Béla        | 2002. szeptember 24. – 2008. szeptember 24. |         | [ 11 ]  |
| Káró Tamás        | 2001. szeptember 27. – 2003. november 19.   |         | [ 12 ]  |
| Karvalits Ferenc  | 2007. március 27. – 2013. március 27.       | alelnök |         |
| Király Júlia      | 2007. július 3. – 2013. április 22.         | alelnök |         |
| Kocziszky György  | 2011. április 5. – 2017. április 5.         |         |         |
| Kocziszky György  | 2017. április 6. – 2023. április 5.         |         |         |
| Kopits György     | 2003. december 1. – 2009. február 16.       |         | [ 13 ]  |
| Matolcsy György   | 2013. március 4. – 2019. március 3.         | elnök   |         |
| Matolcsy György   | 2019. március 4. – 2025. március 3.         | elnök   |         |
| Nagy Márton       | 2015. szeptember 1. – 2020. május 28.       | alelnök | [ 7 ]   |
| Neményi Judit     | 2005. március 1. – 2011. március 1.         |         |         |
| Oblath Gábor      | 2001. március 1. – 2003. január             |         | [ 14 ]  |
| Oblath Gábor      | 2003. július 7. – 2009. február. 16.        | [ 13 ]  |         |
| Parragh Bianka    | 2017. március 23. – 2023. március 22.       |         |         |
| Patai Mihály      | 2019. április 22. – 2025. április 21.       | alelnök |         |
| Pleschinger Gyula | 2013. március 5. – 2019. március 4.         |         |         |
| Pleschinger Gyula | 2019. március 5. – 2025. március 4.         |         |         |
| Simor András      | 2007. március 3. – 2013. március 3.         | elnök   |         |
| Szapáry György    | 2001. február 21. – 2007. február 21.       | alelnök | [ 10 ]  |
| Riecke Werner     | 1998. január 15. – 2004. január 15.         | alelnök | [ 10 ]  |
| Windisch László   | 2013. október 2. – 2019. október 1.         |         |         |